# Pustoška
Pustoška (anche traslitterata come Pustoshka) è una cittadina della Russia occidentale (oblast' di Pskov), situata sul fiume Krupeja, 191 km a sudest del capoluogo. È capoluogo del Pustoškinskij rajon.
Fondata nel 1901, ottenne lo status di città nel 1925.
La cittadina è una fermata sulla linea ferroviaria fra Mosca e Riga.

## Società

### Evoluzione demografica
Fonte: mojgorod.ru
- 1926: 1.600
- 1939: 2.600
- 1970: 4.600
- 1989: 6.300
- 2002: 5.509
- 2007: 5.100